# Бабинці (Лютомер)
Бабинці (словен. Babinci) — поселення в общині Лютомер, Помурський регіон, Словенія. Висота над рівнем моря: 177,4 м.